# مقبرة نفر-بتاح
مقبرة نفر-بتاح، أو مقبرة الطيور، هي لـ نفر-حر-إن-بتاح، الذي عاش في عصر الأسرة المصرية الخامسة، وكان لقبه الرئيسي هو: «رئيس حلاقي البيت الكبير».

## المقبرة
المقبرة هي مقبرة صغيرة من غرفة واحدة فقط، بمناظر جذابة غير مكتملة، لكنها نفذت في دقة وجمال. وتختلف عن بقية المقابر، لأسباب عديدة: أولها أن اللوحات الفنية بها رسمت أولاً بالمغرة الحمراء، ثم صححت وأكملت بالفحم؛ ولم يبدأ المثالون في تنفيذ نقوشها المنحوتة.
وتمثل النقوش مناظر من حياة الزراعة، مثل الحليب وإعداد اللحوم وعصر النبيذ وجمع ثمار الجميز وزراعة البساتين. ويظهر على القسم الأعلى للجدار الغربي منظر رائع لصيد الطيور؛ وهذا هو سبب تسمية المقبرة باسم «مقبرة الطيور».